# Rungia beddomei
Rungia beddomei är en akantusväxtart som beskrevs av C. B. Cl.. Rungia beddomei ingår i släktet Rungia och familjen akantusväxter. Inga underarter finns listade i Catalogue of Life.